# نشانه لانچیزی
نشانهٔ لانچیزی (ایتالیایی: Segno di Lancisi) نشانه‌ای بالینی است که در آن در بیماران مبتلا به نارسایی دریچهٔ تریکوسپید (دریچه سه‌لَتی)، موج بزرگ وریدی یا موج غول پیکر V در ورید ژوگولار قابل مشاهده است. علت آن پس زدن خون به سمت عقب به درونِ ورید ژوگولار از طریق دریچه سه‌لتی ناکارآمد در طی سیستول بطنی است.
این نشانهٔ پزشکی به افتخار جووانی ماریا لانچیزی نامگذاری شده است.